# Saalkreis (Bezirk Halle)
| Basisdaten                                        | Basisdaten               |
| ------------------------------------------------- | ------------------------ |
| Bezirk der DDR                                    | Halle                    |
| Kreisstadt                                        | Halle/Saale              |
| Fläche                                            | 618 km² (1989)           |
| Einwohner                                         | 66.013 (1989)            |
| Bevölkerungsdichte                                | 107 Einwohner/km² (1989) |
| Kfz-Kennzeichen                                   | K und V (Bezirk Halle)   |
|                                                   |                          |
| Der Saalkreis im Bezirk Halle (anklickbare Karte) |                          |

Der Saalkreis war ein Landkreis im Bezirk Halle der DDR. Sein Gebiet liegt heute im Saalekreis in Sachsen-Anhalt. Der Sitz der Kreisverwaltung befand sich in Halle/Saale.

## Geographie
Der Saalkreis umschloss kragenförmig die Städte Halle (Saale) und zwischen 1967 und 1990 Halle-Neustadt. Er grenzte im Uhrzeigersinn im Norden beginnend an die Kreise Bernburg, Köthen, Bitterfeld, Delitzsch und Merseburg, an die Stadtkreise Halle/Saale und Halle-Neustadt sowie an die Kreise Querfurt, Eisleben und Hettstedt.

## Geschichte
Bereits ab 1815 existierte in der preußischen Provinz Sachsen ein Saalkreis, der ab 1945 zum Land Sachsen-Anhalt der Sowjetischen Besatzungszone und somit ab 1949 zur DDR gehörte. Am 25. Juli 1952 kam es in der DDR zu einer umfassenden Kreisreform, bei der unter anderem die Länder aufgelöst wurden und durch Bezirke ersetzt wurden.
Der Saalkreis gab Gebietsteile an den Kreis Bernburg ab. Aus dem verbliebenen Teil des Landkreises wurde zusammen mit einigen Gemeinden des alten Landkreises Merseburg der Saalkreis gebildet. Dieser wurde dem neugebildeten Bezirk Halle zugeordnet. Der Kreissitz war in der Stadt Halle.
Der Saalkreis war neben dem Kreis Rügen der einzige Kreis in der DDR, der nicht nach seiner Kreisstadt benannt war.
Nach der Wiedervereinigung der beiden deutschen Staaten wurde der Landkreis (seit dem 17. Mai 1990) im Oktober 1990 dem wiedergegründeten Land Sachsen-Anhalt zugesprochen. Bei der zweiten Kreisreform in Sachsen-Anhalt ging er am 1. Juli 2007 im neuen Saalekreis auf.

## Einwohnerentwicklung
| Jahr      | 1960   | 1971   | 1981   | 1989   |
| Einwohner | 89.451 | 80.962 | 70.436 | 66.013 |

## Städte und Gemeinden
Nach der Verwaltungsreform von 1952 gehörten dem Saalkreis die folgenden Städte und Gemeinden an:
| - Angersdorf - Beesenstedt - Bennstedt - Beuditz 1 - Brachstedt - Brachwitz - Braschwitz - Dieskau - Döblitz - Dölbau - Döllnitz - Dößel - Domnitz - Fienstedt - Gimritz | - Gröbers - Großkugel - Gutenberg - Höhnstedt - Hohenthurm - Hohenweiden - Holleben - Kloschwitz - Krosigk - Kütten - Landsberg, Stadt - Langenbogen - Lettewitz 2 - Lieskau - Löbejün, Stadt | - Lochau - Mösthinsdorf - Morl - Nauendorf - Nehlitz - Neutz 2 - Niemberg - Oppin - Ostrau - Peißen - Petersberg - Plötz - Queis - Reußen - Rothenburg | - Salzmünde - Schochwitz - Schwittersdorf 3 - Schwerz - Sennewitz - Sietzsch - Spickendorf - Steuden - Teicha - Teutschenthal - Wallwitz - Wettin, Stadt - Zappendorf - Zscherben |

## Wirtschaft
Bedeutende Betriebe waren unter anderen:
- Kaliwerk Teutschenthal
- VEB Maschinen- und Apparatebau Landsberg
- VEB Zuckerfabrik Löbejün
- VEB Porphyrwerk Landsberg
- VEB Transportanlagen-Montagen Landsberg
- VEB Kaolin- und Tonwerke Salzmünde

## Verkehr
Durch die östlich am Saalkreis vorbeiführende Nord-Süd-Autobahn Berliner Ring–Hirschberg war der Kreis an das Autobahnnetz der DDR angeschlossen. Dem überregionalen Straßenverkehr dienten außerdem die F 6 Richtung Magdeburg und Leipzig, die F 80 Richtung Nordhausen sowie die F 100 Richtung Bitterfeld.
Der Saalkreis war mit den Bahnstrecken Halle–Halberstadt, Magdeburg–Halle–Leipzig, Halle–Berlin, Halle–Cottbus und Halle–Nordhausen in das Eisenbahnnetz der DDR angebunden.

## Kfz-Kennzeichen
Den Kraftfahrzeugen (mit Ausnahme der Motorräder) und Anhängern wurden von etwa 1974 bis Ende 1990 dreibuchstabige Unterscheidungszeichen, die mit den Buchstabenpaaren KI, KJ, KK, VI, VJ und VK begannen, zugewiesen. Die letzte für Motorräder genutzte Kennzeichenserie war VM 00-01 bis VM 99-99.
Anfang 1991 erhielt der Landkreis das Unterscheidungszeichen SK.